# Reserva Biológica de Guaratiba
Reserva Biológica e Arqueológica de Guaratiba é uma reserva biológica localizada na zona oeste do município do Rio de Janeiro, no estado do Rio de Janeiro, Brasil. Protege uma importante área de manguezais e zonas úmidas no leste da baía de Guaratiba.

## Localização
A reserva fica no bairro de Guaratiba, na parte oriental da Baía de Sepetiba. Abrange cerca de 3.360 hectares (e protege um remanescente importante de mangue na região metropolitana do Rio de Janeiro. Os manguezais cobrem 1.600 hectares e são os mais bem preservados do estado. A reserva também inclui áreas úmidas e áreas modificadas em vários estágios de regeneração. Existem 34 sítios arqueológicos na reserva, com os artefatos sob a custódia do Museu Nacional. Continua sendo um importante ponto de preparo para as aves migratórias.

## História
A reserva foi criada em 20 de novembro de 1974. Leva o nome dos guarás que costumavam frequentar a área. Áreas urbanizadas foram removidas da reserva, enquanto outras áreas ecologicamente importantes foram adicionadas durante os anos seguintes.
A reserva foi redefinida pela Lei Estadual nº 54.015 em 31 de março de 1982, com uma área de 2.800 hectares. Esta lei atribuiu a área ao Exército Brasileiro, que construiu algumas habitações, agora em desuso. Outras mudanças em seus limites foram feitas em 10 de dezembro de 2002. Em 3 de dezembro de 2010, foi recategorizada como Reserva Biológica Estadual de Guaratiba com proteção total sob o Sistema Nacional de Áreas de Conservação (SNUG). A reserva faz parte do Mosaico Carioca, estabelecido em 2011.

## Conservação
A Reserva Biológica Estadual é uma "reserva natural estrita" da categoria de área protegida IUCN Ia, com uma área terrestre de 3.611 hectares. Com essa classificação, o objetivo é proteger totalmente a biota sem interferência humana direta. A reserva faz parte da Reserva da Mata Atlântica declarada pela UNESCO em 1992. Também faz parte do Corredor da Biodiversidade da Serra do Mar e do Mosaico Carioca, criado em 11 de julho de 2011.
Em janeiro de 2011, o Instituto Estadual do Meio Ambiente (INEA) disse que planeja construir uma cerca em volta da reserva para desencorajar os invasores. Quando questionado sobre o efeito disso na captura de caranguejos pelos locais, que não têm outros meios de subsistência, o INEA declarou que essa atividade era ilegal, mas como uma medida temporária, caso a caso, seria permitida a coleta de caranguejos. O objetivo era eliminá-lo completamente.